# 森吉弘
森 吉弘（もり よしひろ、1967年7月2日 - ）は、日本の教育学者。帝京大学准教授。元NHKアナウンサー。

## 来歴・人物
愛知県豊橋市出身。愛知県立時習館高等学校、慶應義塾大学経済学部卒業。在学中に『森ゼミ』を立ち上げ、就職活動支援のアドバイスを行う。
1993年NHKにアナウンサーとして入局。ニュース番組のリポーターやスポーツ実況、番組制作など幅広く携わる。2008年にNHKを退職。
大阪産業大学経済学部客員教授、文京学院大学非常勤講師を経て、帝京大学総合教育センター特任准教授に就任した。

## 著書

### 単著
- 『就活必携』（アスペクト、2008年）
- 『よくわかる森式就活完全ガイド』（ユーキャン、2010年）
- 『面接 自己PR・業界別攻略の極意。』（ユーキャン、2010年）
- 『内定者と先輩50人が教える就活を成功させる本』（大和書房、2011年）
- 『20代の特別授業』（すばる舎、2011年）
- 『会話は9割聞けばうまくいく』（主婦の友社、2012年）
- 『ライバルに差をつける半径5m活用思考』（フォレスト出版、2012年）

### 共著
- 『負けない作法』（岩出雅之、集英社、2015年）